# سودربراروپ
سودربراروپ (به آلمانی: Süderbrarup) یک شهر در آلمان است که در اشلسویگ-فلنسبورگ واقع شده‌است. سودربراروپ ۳٬۸۵۴ نفر جمعیت دارد.